# Paipa
Paipa – miasto w Kolumbii, w departamencie Boyacá.